# Kjell Sjöberg

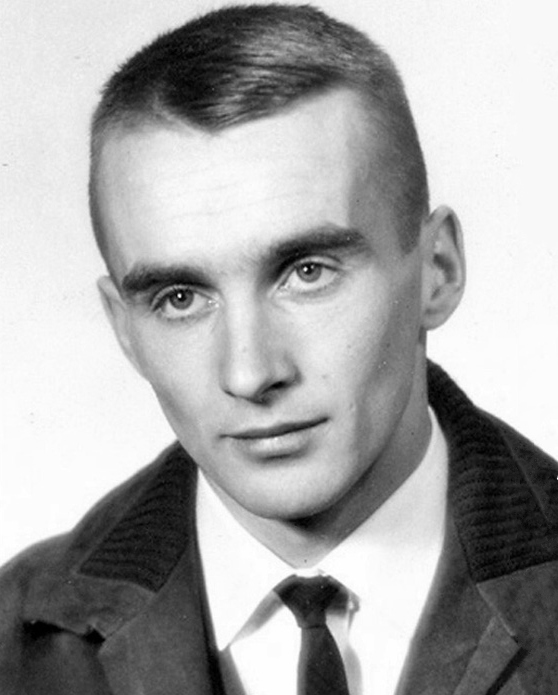

Kjell Sjöberg (11 de mayo de 1937 - 10 de septiembre de 2013) fue un saltador de esquí sueco que compitió en la década de 1960. Nació en Örnsköldsvik. Ganó una medalla de bronce en la competición individual colina grande en el FIS Campeonato Mundial de Esquí Nórdico de 1966 en Oslo.
Sjöberg también terminó quinto en el evento colina normales individual en los Juegos Olímpicos de Innsbruck 1964. Su mejor resultado fue un segundo de carrera en el caso normal en Oberstdorf, Alemania Occidental en 1960.